# Jacques Rollet
Pour les articles homonymes, voir Rollet.
Pas d'image ? Cliquez ici

a Compétitions nationales et continentales officielles uniquement.

b Matchs officiels uniquement.
Jacques « Jacky » Rollet (dit La Hire), né le 18 août 1934 à Bayonne, est un joueur de rugby à XV, de 1,73 m pour 79 kg, qui a joué avec l'équipe de France et à l'Aviron bayonnais au poste de talonneur. Il fut par la suite employé à EDF.

## Carrière de joueur

### En équipe nationale
Jacques Rollet dispute son premier test match le 17 août 1960 contre l'équipe d'Argentine, et le dernier contre l'équipe d'Irlande le 26 janvier 1963.
En 1961, il a effectué une tournée en Nouvelle-Zélande et en Australie.

## Statistiques en équipe nationale
- Sélections : 5